# Новий театр Бангабандху шейха Муджибура Рахмана
Новий театр Бангабандху шейха Муджибура Рахмана (англ. Bangabandhu Sheikh Mujibur Rahman Novo Theatre) — планетарій на авеню Біджой Шарані в районі Теджгаон у Даці, Бангладеш. Названий на честь шейха Муджибура Рахмана, відомого також під прізвиськом Бангабандху (друг Бенгалії), — першого президента Бангладеш.

## Історія
Новий театр Бангабандху шейха Муджибура Рахмана відкрився для публіки 25 вересня 2004 року. Спеціальний закон 2010 року надав театру статус автономного. Космічний центр був створений на замовлення Міністерства науки і комунікаційних технологій уряду Бангладеш.

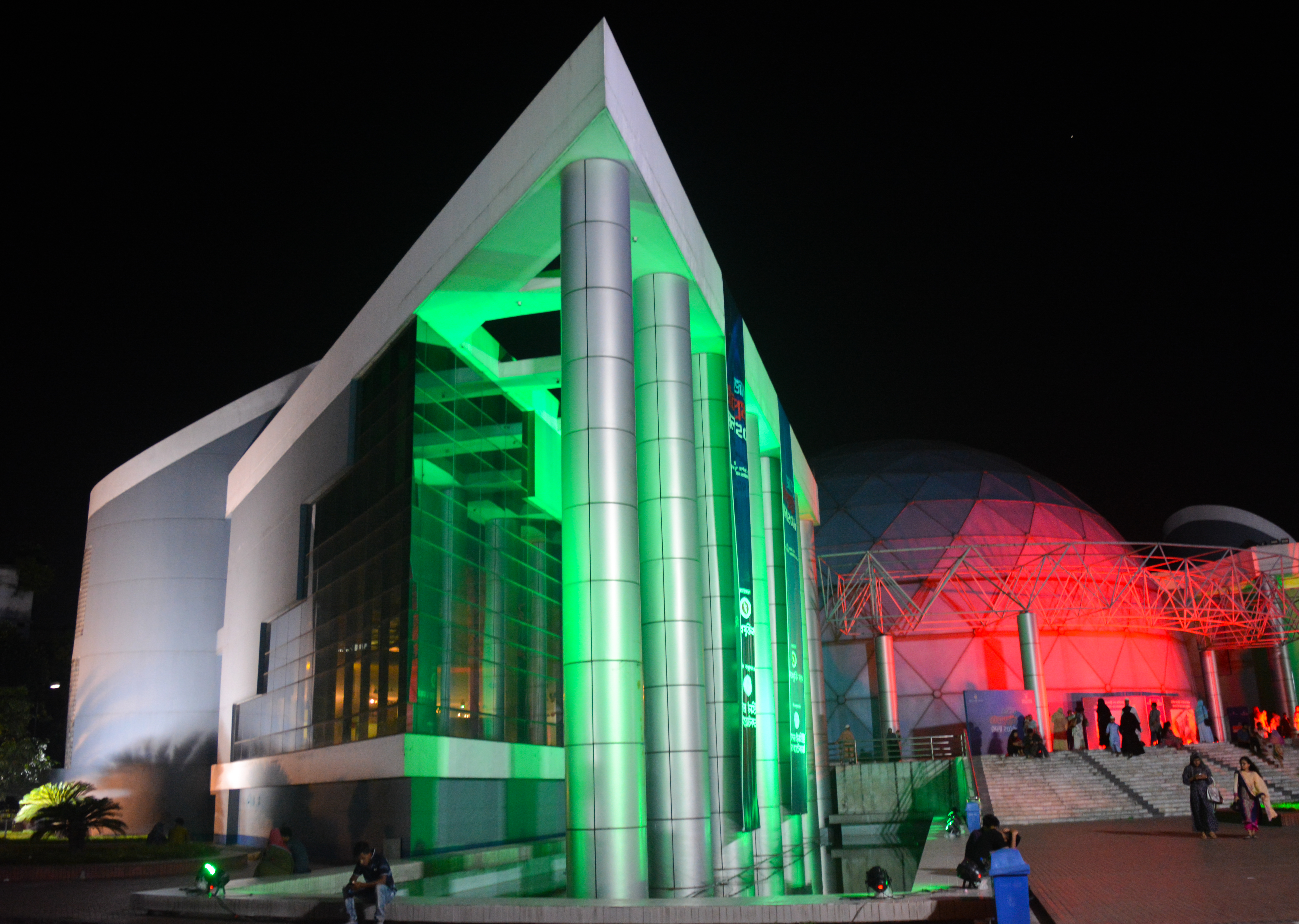
Планетарій вночі

## Опис
Планетарій займає загальну територію 2 гектари. Він включає як великий 21-метровий купол на 275 осіб, так і триметрові надувні і переносні куполи, де люди сидять на підлозі.

## Дизайн
Планетарій спроектував архітектор Алі Імам. Купол імітує Землю та її прохолодне блакитне небо. Вигнута стеля представляє небо та показує рухомі зображення планет і зір.

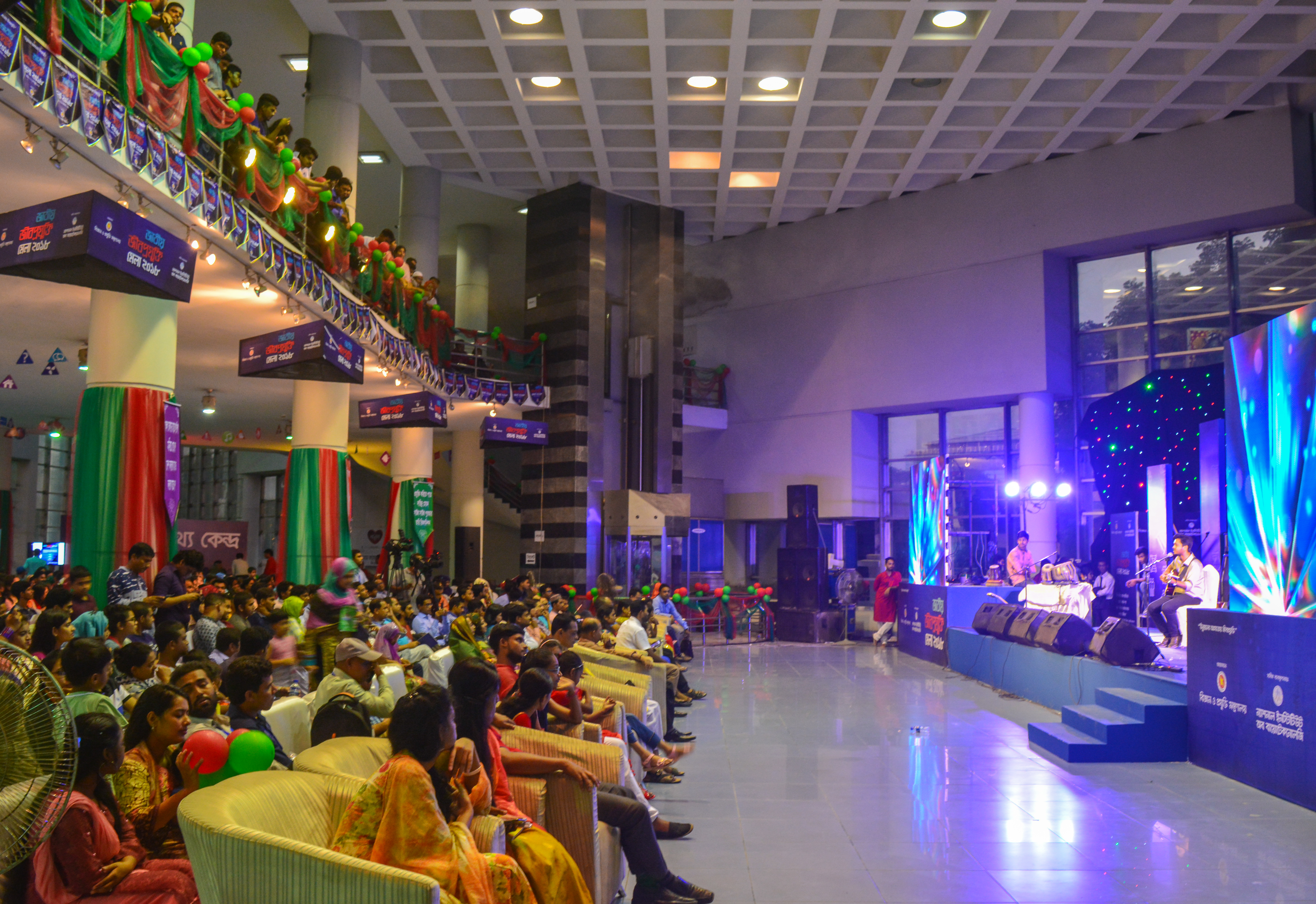
Всередині планетарію

## Програма й експозиція
Планетарій демонструє науково-популярні 3D-фільми і космічні шоу у віртуальній реальності. У 2013 році до планетарію додався Інформаційний центр ядерної промисловості.